# Brådmålla/skaftmålla
Brådmålla/skaftmålla (Atriplex longipes) är en amarantväxtart som beskrevs av Solomon Salomon Thomas Nicolai Drejer. Brådmålla/skaftmålla ingår i släktet fetmållor, och familjen amarantväxter. Arten är reproducerande i Sverige.